# George MacDonald
George MacDonald (10. prosince 1824 v Huntly – 18. září 1905 v Ashteadu) byl skotský spisovatel, básník a kongregacionalistický duchovní.
Z jeho díla jsou nejvýznamnější pohádky a díla žánru fantasy, který v jeho moderní podobě v podstatě založil. Mezi autory, které ovlivnil, patří C. S. Lewis, J. R. R. Tolkien a G. K. Chesterton. Lewis zmiňuje román Snílci jako dílo, které mu otevřelo nový svět, a Chesterton uvádí pohádku Princezna a skřítci jako dílo, které mu změnilo život. MacDonald byl také rádcem Lewise Carolla a jeho děti ho pomohly přesvědčit, aby veřejně vydal Alenku v říši divů.
Do češtiny byly přeloženy jeho knihy Princezna a skřítci (orig. Princess and the Goblin), Snílci (orig. Phantastes) a Lilith.